# Bloodride
Bloodride (bra: Coletivo do Terror) é uma série de televisão de terror norueguesa criada por Kjetil Indregard e Atle Knudsen e estrelada por Stig R. Amdam, Anna Bache-Wiig e Ellen Bendu. A trama gira em torno de um ônibus e seu motorista, dirigindo na chuva no meio da noite. A cada episódio, um dos passageiros sai do ônibus e se torna o foco da trama. Estreou na Netflix em de março de 2020.

## Elenco
- Stig R. Amdam como Edmund Bråthen
- Anna Bache-Wiig como Iselin
- Ellen Bendu como Sanna
- Bjørn Birch como Herr Kloppen
- Pia Borgli como Margrethe
- Simen Bostad como Marcus
- Mette Spjelkavik Enoksen como Monika
- Elias Er-Rachidi Freuchen como Odd
- Molly Gavin como Sissel
- David Haack como Georg
- Jasmine Haugen como Unni
- Benjamin Helstad como Otto
- Dagny Backer Johnsen como Olivia
- Rebekka Jynge como Kristin

## Recepção
No Rotten Tomatoes, a série detém um índice de aprovação de 60% com base em 25 avaliações do publico, com uma nota média de 3,6.